# Herman van Riemsdijk
Herman Claudius van Riemsdijk (Tiel, 26 agosto 1948) è uno scacchista brasiliano di origine olandese.
Nato nei Paesi Bassi, si trasferì in Brasile nel giugno del 1958. Ottenne il titolo di Maestro Internazionale nel 1978, e di Arbitro Internazionale nel 1981.

## Principali risultati
Vinse tre volte il Campionato brasiliano (1970, 1973 e 1988). 
Nel 1977 vinse a Santa Cruz de la Sierra il Campionato Pan Americano.
Dal 1972 al 1998 partecipò con la nazionale brasiliana a 11 olimpiadi degli scacchi, ottenendo complessivamente il 55,6% dei punti.
Ha vissuto per alcuni anni in Nuova Zelanda (dove vive un suo fratello) e in Australia. È stato capitano della nazionale femminile della Nuova Zelanda nelle olimpiadi degli scacchi di Batumi 2018.
Ha scritto articoli di scacchi per varie riviste scacchistiche e, assieme a Willem Diederik Hajenius, il libro 
The Final Countdown: Your Last Resource in Pawn Endings (Simon & Schuster, New York, 1997), un trattato sui finali di pedoni.